# Macraspis splendida
Macraspis splendida är en skalbaggsart som beskrevs av Fabricius 1775. Macraspis splendida ingår i släktet Macraspis och familjen Rutelidae. Inga underarter finns listade i Catalogue of Life.